# ماوريسيو كاسترو
ماوريسيو كاسترو (بالإسبانية: Mauricio Castro)‏ (11 أغسطس 1981 بتيغوسيغالبا في هندوراس - ) هو لاعب كرة قدم هندوراسي في مركز الوسط. شارك مع منتخب هندوراس لكرة القدم. أما مع النوادي، فقد لعب مع نيو إنجلاند ريفولوشن ونادي موتاجوا ‏ ونادي ديبورتيفو أوليمبيا وComayagua F.C. ‏ وF.C. Municipal Valencia ‏ وC.D. Necaxa ‏ وPumas UNAH ‏ وأتلاتيكو خولوما.

## وصلات خارجية
- ماوريسيو كاسترو على موقع الدوري الأمريكي (الإنجليزية)
- ماوريسيو كاسترو على موقع قاعدة بيانات كرة القدم.إي يو (الإنجليزية)
- ماوريسيو كاسترو على موقع ناشيونال فوتبول تيمز (الإنجليزية)